# Huyền thoại Osiris

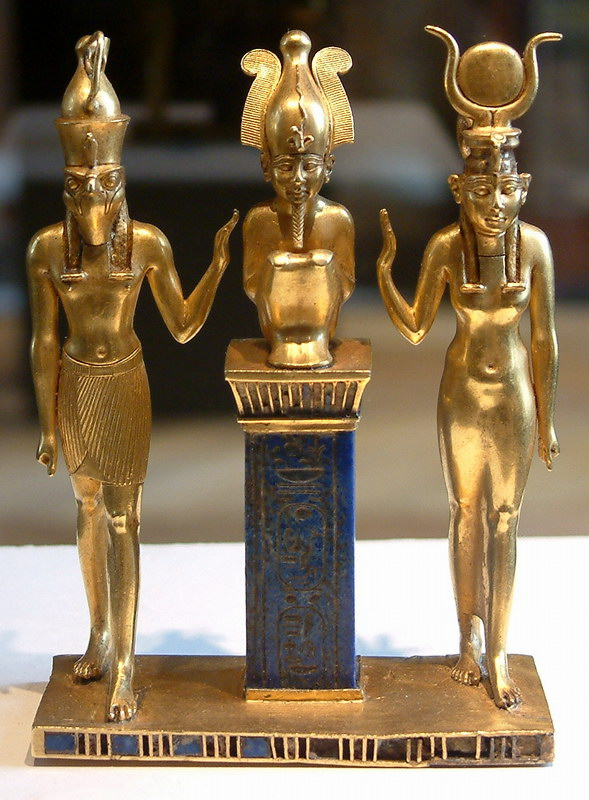
Từ phải sang: Isis, Osiris, con trai của họ Horus - các nhân vật chính trong huyền thoại Osiris

Huyền thoại Osiris là câu chuyện phức tạp và giàu ảnh hưởng nhất trong thần thoại Ai Cập. Nó liên quan tới việc sát hại thần Osiris, một vị pharaon khởi thủy, và những hậu quả của nó. Kẻ ám sát Osiris là em trai ông, Set, chiếm lấy ngai vàng. Trong khi đó, vợ của Osiris là Isis tìm cách khôi phục thân xác của chồng mình, để có thể thụ thai một đứa con trai là Horus. Phần còn lại của câu chuyện tập trung vào Horus, khi còn nhỏ được người mẹ che chở khỏi những nguy hiểm và lớn lên trở thành một địch thủ của Set. Cuộc tranh chấp khốc liệt giữa họ kết thúc với chiến thắng của Horus, khôi phục lại trật tự cho Ai Cập sau triều đại bất chính của Set và hoàn thành sự phục sinh Osiris. Huyền thoại này, với tính tượng trưng phức tạp của nó, gắn chặt với những quan niệm của Ai Cập về vương quyền và sự kế vị, mâu thuẫn giữa trật tự và hỗn mang, và đặc biệt là cái chết và thế giới bên kia. Nó cũng bộc lộ những đặc trưng chính yếu của 4 vị thần, và nhiều yếu tố trong tín ngưỡng thờ phụng họ trong Tôn giáo Ai Cập cổ đại bắt nguồn từ huyền thoại này.
Huyền thoại Osiris đạt đến dạng cơ bản hoàn thiện trong hoặc trước thế kỉ 24 trước Công nguyên. Nhiều yếu tố trong nó bắt nguồn từ những quan niệm tôn giáo, nhưng cuộc đấu tranh giữa Horus và Set có lẽ một phần phản ánh một tranh chấp địa phương trong lịch sử hoặc thời tiền sử Ai Cập. Các học giả không ngừng tìm cách phân tích bản chất thực sự của những sự kiện liên quan tới câu chuyện, tuy nhiên tới nay vẫn chưa đạt được những kết luận chắc chắn nào.
Nhiều phần của câu chuyện xuất hiện trong một loại các tư liệu Ai Cập cổ, từ các tụng ca lễ tang và các thần chú ma thuật cho tới những truyện ngắn. Do đó câu chuyện này chi tiết và mạch lạc hơn bất cứ huyền thoại Ai Cập cổ nào. Tuy vậy không có một tư liệu Ai Cập nào chép đầy đủ huyền thoại, và các nguồn thường khác biệt nhau trong một số chi tiết. Các văn bản Hy Lạp và La Mã, đặc biệt là De Iside et Osiride của Plutarchus, cung cấp thông tin đầy đủ hơn nhưng không phải lúc nào cũng phản ánh chính xác tín ngưỡng của người Ai Cập. Thông qua những văn bản này mà huyền thoại Osiris tồn tại ngay cả khi tri thức về hầu hết các tín ngưỡng khác của người Ai Cập mất mát, và nó vẫn nổi tiếng cho tới ngày nay.

## Tư liệu
Huyền thoại Osiris tối quan trọng trong tôn giáo Ai Cập cổ đại và được dân thường biết đến rộng rãi. Một lý do cho sự phổ biến này là ý nghĩa tôn giáo chính yếu của huyền thoại, ngu ý bất kì người nào chết đi có thể nhận được an lạc ở thế giới bên kia. Một lý do khác đó là các nhân vật và cảm xúc của họ gần gũi với đời sống của người thực hơn hầu hết các huyền thoại Ai Cập khác, khiến cho câu chuyện hấp dẫn hơn đối với công chúng thông thường. Đặc biệt, huyền thoại chuyển tải "một cảm thức mạnh mẽ về lòng trung thành và tận hiến với gia đinh", như nhà Ai Cập học J. Gwyn Griffiths đã xét nó trong mối quan hệ giữa Osiris, Isis, và Horus. Với tính hấp dẫn rộng rãi này, huyền thoại Osiris đã xuất hiện trong các tư liệu cổ đại nhiều hơn bất kì huyền thoại nào và trong một tập hợp rộng rãi hiếm có những thể loại văn phong khác nhau. Những tư liệu này cũng cung cấp một số lượng chi tiết khác thường. Các huyền thoại Ai Cập thường chắp vá mơ hồ, bởi vì các ẩn dụ tôn giáo chứa đựng trong chúng quan trọng hơn bản thân sự tường thuật chặt chẽ. Huyền thoại Osiris cũng có tính rời rạc ở một mức độ nhất định, và cũng giàu tính tượng trựng; nhưng so với các huyền thoại khác, nó có một sự tương đồng hơn hẳn với một câu chuyện mạch lạc.

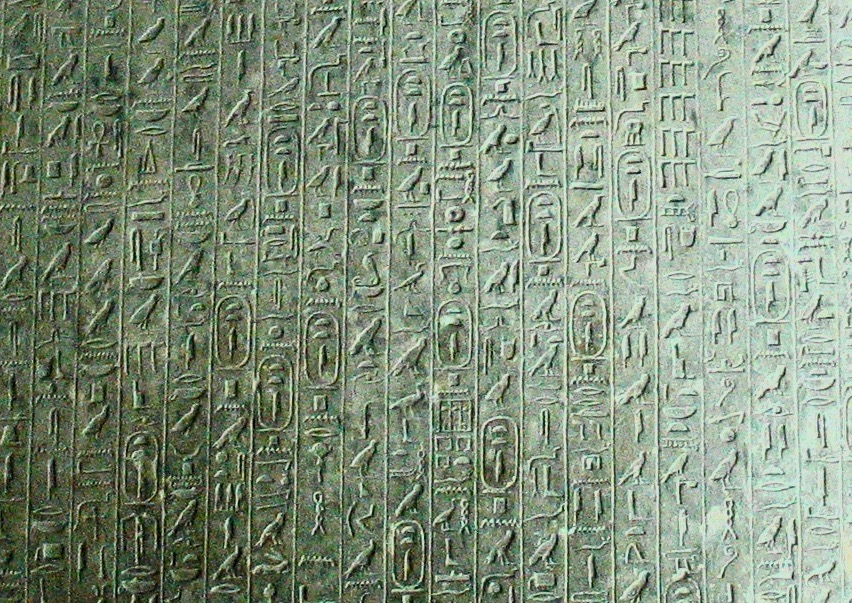
Văn tự Kim Tự Tháp trong Kim tự tháp Teti

Những đề cập sớm nhất về huyền thoại Osiris là trong Văn tự Kim Tự Tháp, những bài tụng lễ tang Ai Cập cổ đầu tiên, xuất hiện trên những bức tường hầm mộ trong các Kim tự tháp ở cuối Triều đại thứ năm, trong thế kỉ 24 trước Công nguyên. Những văn tự này, bao gồm các thần chú đủ loại, hay các "phát ngôn", chứa đựng những tư tưởng được cho là có từ những thời đại còn sớm hơn nữa. Các văn tự này nói về cuộc sống ở thế giới bên kia của vị pharaon được chôn trong kim tự tháp, do đó chúng thường xuyên dẫn tới huyền thoại Osiris vốn gắn bó chặt chẽ với quan niệm về vương quyền và thế giới bên kia. Các yếu tố chính của câu chuyện, như là cái chết và sự phục sinh của Osiris và xung đột giữa Horus và Set, đã xuất hiện trong những văn tự này.
Cũng những yếu tố tái xuất hiện trong các bài khấn lễ tang viết trong những thời đại sau, Như Văn tự quan tài từ thời Trung Vương quốc (khoảng 2055–1650 tr.CN) và Sách của Người chết từ thời Tân Vương quốc (khoảng 1550–1070 tr.CN). Hầu hết những tài liệu này được soạn cho dân chúng thông thường, do đó chứng tỏ mối liên hệ trong chúng, giữa Osiris và người chết, không còn giới hạn trong hoàng gia.
Ghi chép đầy đủ nhất về huyền thoại ở Ai Cập là Đại tụng ca cho Osiris, một bài ca khắc trên bia từ Triều đại thứ mười tám (khoảng 1550–1292 tr.CN) đem lại những nét phác chung về toàn thể câu chuyện nhưng lại chứa đựng ít chi tiết cụ thể. Một nguồn quan trọng khác là "Thần học Memphis" khắc trên Phiến đá Shabaka, một truyện kể tôn giáo chứa ghi chép về cái chết của Osiris và kết cục cuộc tranh chấp giữa Horus và Set. Truyện kể này gắn kết vương quyền mà Osiris và Horus đại diện với Ptah, vị thần sáng thế của Memphis. Văn bản này trong một thời gian dài được cho là có từ thời Cựu Vương quốc (khoảng 2686–2181 tr.CN), được xem như là nguồn thông tin về giai đoạn phát triển ban đầu của huyền thoại. Tuy nhiên kể từ những năm 1970, các nhà Ai Cập học kết luận rằng văn bản có từ sớm nhất là thời Tân Vương quốc.
Các văn bản liên quan tới nghi thức thờ Osiris từ các bức tường trong đền thờ Ai Cập có từ thời Tân Vương quốc đến kỉ nguyên Ai Cập thuộc Hy Lạp giai đoạn 323–30 tr.CN cũng là một nguồn quan trọng khác để tìm hiểu về huyền thoại.
Các thần chú chữa lành, được người Ai Cập thuộc mọi tầng lớp sử dụng cung cấp các chi tiết của câu chuyện, vì thường viện dẫn việc Horus bị đầu độc hoặc lâm bệnh, và Isis chữa trị cho Horus. Các câu thần chú này gắn kết một người bệnh với Horus khiến cho người đó có thể chịu phước từ sức mạnh của nữ thần. Chúng được lưu lại nhờ các bản sao giấy papyrus, phục vụ trong các nghi thức cầu khỏi bệnh, hoặc các bia đá đặc biệt được gọi là cippus. Những người tìm cách chữa lành bệnh đổ nước lên những bia đó, một hành động được xem là để nhuộm dòng nước với quyền năng chữa bệnh của văn tự được khắc, và sau đó uống nước với hi vọng sẽ khỏi bệnh. Chủ đề về một đứa trẻ lâm nguy được bảo vệ bởi ma thuật cũng khắc trên các quyền trượng từ thời Trung Vương quốc, được tạo tác hàng thế kỉ trước khi những thần chú chữa lành chi tiết hơn gắn kết cụ thể chủ đề này với huyền thoại Osiris.